# Allen-szabály

Két téglatest nyolc-nyolc kockából. A kocka térfogata 8 egységkocka, és felszíne 24 egységnégyzet.
A téglatest egyik oldala két, másik oldala egy, harmadik oldala négy egység. Ugyanaz a térfogata, de felszíne 28 egységnégyzet

Az Allen-szabály egy ökogeográfiai törvény, melyet 1877-ben Joel Asaph Allen fogalmazott meg. Lényege, hogy a hideg éghajlaton élő állatoknak rövidebbek a végtagjaik, és más kilógó testrészeik is kisebbek, például érzékszervek, mint a meleg égövi állatoké. Másként fogalmazva: melegvérű állatokban a felszín-térfogat arány alkalmazkodik annak a környezetnek az átlagos hőmérsékletéhez, ahol az állat él. Hideg éghajlaton kisebb, meleg éghajlaton nagyobb az arány.

## Bővebben
Az azonos testsúlyú melegvérű állatok különböző nagyságú felszíne segíti vagy gátolja a hő leadását vagy megtartását.
Hideg éghajlaton az állat szervezetének minél több testhőt kell megtartania, ami a kisebb felszín segít; ezért hideg éghajlaton az állatok így fejlődtek. Ellenben meleg éghajlaton nem a kihűlés, hanem a túlhevülés veszélye fenyeget, így a nagyobb felszín kedvezőbb.

## Példák
Habár vannak kivételek, sok populáció eszerint fejlődött. Az egyik példa a jegesmedve, a barnamedvéhez képest tömzsi lábakkal és kis fülekkel. 2007-ben R.L. Nudds és S.A. Oswald tengeri madarak lábának hosszát mérve hasonló megfigyelésre jutott. J.S. Alho és társai gyepi békák comb- és sípcsontjának hosszát mérték, és úgy találták, hogy a mérsékelt éghajlaton élőké hosszabb, ami megerősítette a hidegvérű állatokra vonatkozó Allen-szabályt.  Egy állatfajon belül is különböző populációk is követhetik a szabályt.
R.L. Nudds és S.A. Oswald 2007-ben vitatta az Allen-szabályt, mivel sok alóla a kivétel.  Csak néhány faj támasztja alá; vannak más lehetőségek is az alkalmazkodásra, például a Bergmann-szabály, mely szerint a hidegebb éghajlaton élő fajok és populációk egyedei nagyobbra nőnek, mint melegebb éghajlaton élő rokonaik.
J.S. Alho és társai 2011-ben amellett érvelt, hogy a melegvérű állatok mellett a hidegvérűekre is alkalmazható. Kisebb felszín-térfogat arány mellett a hidegvérűek nehezebben melegednek fel és nehezebben hűlnek ki, ami azokon a helyeken hasznos, ahol sokat változik a hőmérséklet. A globális felmelegedéssel és az általa megjósolt evolúciós változások figyelésével megnőtt az érdeklődés a szabály iránt.

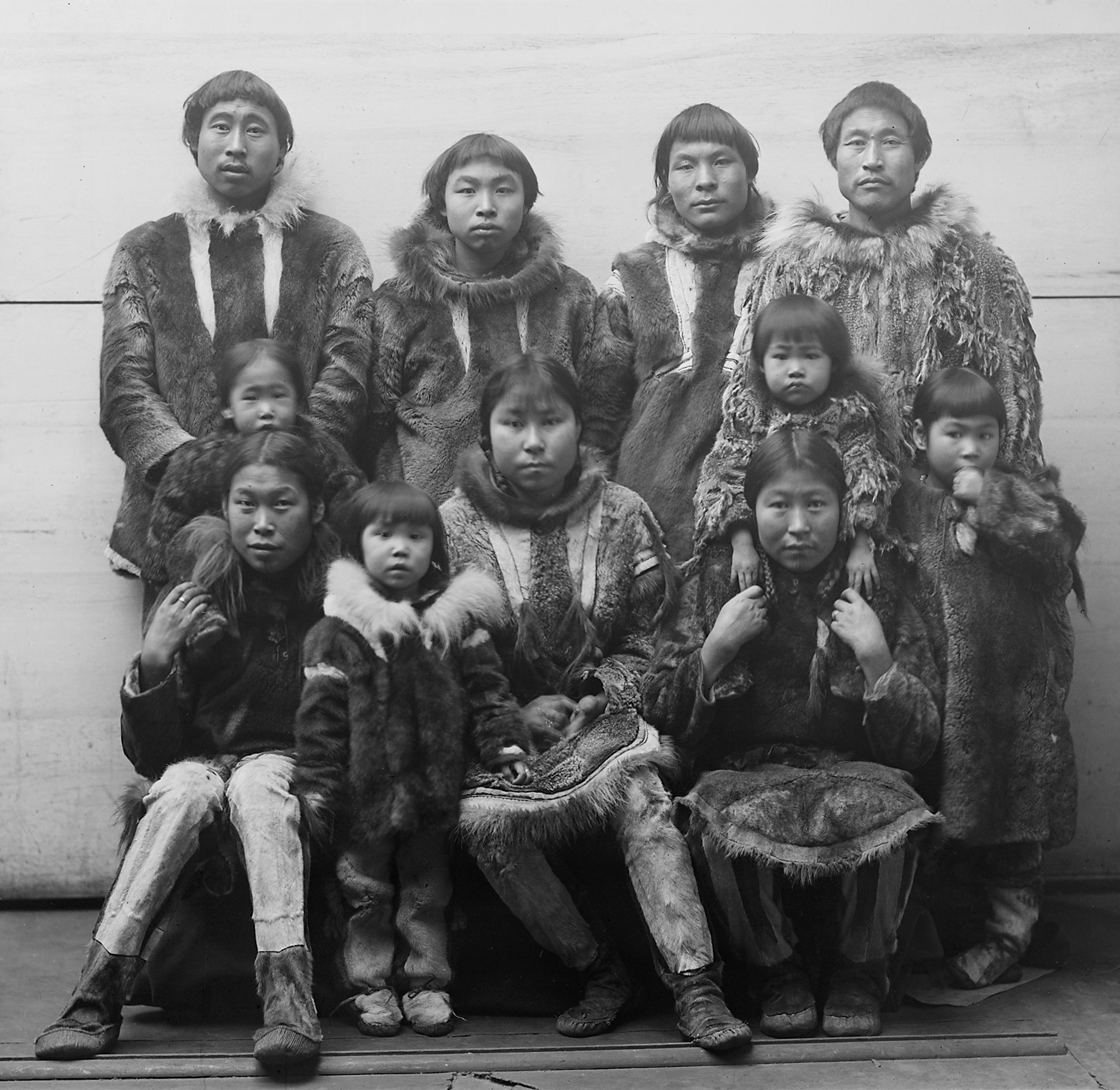
"Eszkimók csoportja." Fényképezte William Dinwiddie (1894)

A szabály alól a sokáig egy helyen élő népek sem kivételek. Magasabb szélességeken általában hidegebb az éghajlat. Peruban kimutatták, hogy a magasabb helyek lakóinak végtagjai rendszerint rövidebbek lesznek, mint azoké, akik alacsonyabb területeken nőnek fel.
Katzmarzyk és Leonard szerint az emberi népek is az Allen-szabályt követik. Negatív a kapcsolat az őslakók testtömegindexe és az évi középhőmérséklet között. A hidegebb éghajlaton tömzsibb, a melegebb éghajlaton nyúlánkabb a testfelépítés. A relatív ülőmagasság is hasonlóan korrelál; ez szintén a testalkattal áll kapcsolatban.
1968-ban A.T. Steegman megvizsgálta azokat a feltevéseket, hogy az Allen-szabály hatott az északi mongoloidok arcára. Steegman kísérleteket végzett patkányokkal, mellyel a hidegben való túlélést vizsgálták. Steegman szerint a szűkebb orrjáratok, szélesebb arc, rövidebb farok és rövidebb lábak segítették a túlélést a hideg környezetben. Steegman szerint ezek a kísérleti eredménye hasonlóságokat mutat az arktikus mongoloidokkal, köztük az eszkimókkal és az aleutokkal is.

## Mechanizmus
Az Allen-szabályhoz hozzájárul, hogy gerincesekben a porc növekedése többek között a porcképződésre is hat. Kísérletekben 7, 21 és 27 Celsius fokon neveltek egereket, és megmérték farkuk és fülük hosszát. Ez aránylag rövidebb volt a hidegben nevelteknél. Továbbá gyengébb volt a vérkeringés a végtagjaikban. Csontminták növesztésekor úgy találták, hogy melegebb hőmérsékleten szignifikánsan több porc nőtt a csontokon.